# Roland Pigeon
Roland Pigeon, né à Verchères (Québec) le 8 novembre 1911 et mort à Montréal le 9 mai 1983, est un agriculteur d'origine canadienne, éleveur de bovins Ayrshire, impliqué dans le monde agricole et coopératif.

## Biographie
Roland Pigeon est le treizième enfant de Philibert B. Pigeon, fils d'une lignée d'agriculteurs, et d'Élisa Boisseau, fille de cultivateur. Après des études à l'école de rang, il décide de travailler auprès de son père. Il suit plus tard une formation de l'Institut agricole d'Oka offerte aux agriculteurs désirant connaître les nouvelles méthodes de culture et gestion de ferme.
Roland Pigeon épouse, en 1933, Reine Pigeon. De cette union naîtront 11 enfants. En 1944, il est nommé l'un des directeurs de l'Association des éleveurs de chevaux Belge du Québec. C'est cependant comme éleveur de bovins de race pure Ayrshire qu'il sera connu[réf. souhaitée].
À partir des années 1950, il remporte tous les premiers prix de sa catégorie à plusieurs expositions agricoles dont celles de Saint-Hyacinthe, Québec et Toronto. C'est à tel point que Le bulletin des agriculteurs, faisant un reportage sur lui, titre son article « Roland Pigeon, la terreur des exposants ». L'auteur y rapporte la rumeur voulant que les éleveurs de bovins Ayrshire ne veulent plus amener leurs animaux aux expositions si Pigeon y présente les siens. Roland Pigeon recevra notamment en 1952 un trophée en tant que meilleur exposant de la province à l'Exposition provinciale de Québec
Impliqué dans l'administration de sa coopérative locale dès 1944, il devient président de la Coopérative fédérée de Québec en 1969.

## Honneurs et reconnaissances
- 1971 : Commandeur de l’ordre du Mérite agricole du Québec à titre honorifique[6].
- 1973 : Décoré de l’Ordre du mérite coopératif du Québec 4e degré[6].
- 1975 : Nommé personnalité de l’année du monde de l’agriculture[7].
- 1982 : Décoré de l’Ordre du mérite coopératif du Canada[8].
- 1985 : Reçu à titre posthume au Canadian Agricultural Hall of Fame[9].
- 1992 : Reçu à titre posthume au Temple de la renommée de l’agriculture du Québec[10].